# Marcelo Díaz
Marcelo Díaz, mit vollem Namen Marcelo Alfonso Díaz Rojas (* 30. Dezember 1986 in Santiago de Chile), ist ein chilenischer Fußballspieler. Der Mittelfeldspieler spielte ab 2011 bis 2017 für die chilenische Nationalmannschaft.
Im deutschsprachigen Raum wurde Díaz durch seine Engagements beim FC Basel und Hamburger SV bekannt. Beim HSV sicherte er sich durch sein Freistoßtor in der Nachspielzeit in der Relegation 2015 einen Platz in der Vereinsgeschichte.

## Karriere

### Universidad de Chile
Díaz begann seine Karriere im Jahre 1997 als Junior bei Universidad de Chile und erhielt 2004 einen Profivertrag. Von 2004 bis 2012 erzielte er dabei in 205 Ligaeinsätzen zehn Tore. 2010 wurde er für ein Jahr an Deportes La Serena ausgeliehen, für die er in 13 Spielen fünf Tore machte.
Sein größter Erfolg war 2011 der erste Gewinn der Copa Sudamericana mit Universidad de Chile. Im gleichen Jahr gewann er beide Halbjahresmeisterschaften und wurde ins Team der besten elf Spieler des Jahres 2011 der chilenischen ersten Liga gewählt.

### FC Basel
Im Juni 2012 verpflichtete der FC Basel Díaz; der Wechsel nach Europa erfolgte auch auf Empfehlung des damaligen Trainers der chilenischen Nationalmannschaft, Claudio Borghi. Erstmals beim FC Basel eingesetzt wurde er am 17. Juli 2012 im Hinspiel der zweiten Champions-League-Qualifikationsrunde. Am Ende der Saison 2012/13 wurde Díaz mit dem FC Basel Schweizer Meister und stand im Finale des Schweizer Cups, das man im Elfmeterschießen verlor. In der UEFA Europa League 2012/13 schied er mit dem FC Basel im Halbfinale gegen den damals aktuellen Champions-League-Sieger FC Chelsea aus.
Die Spielzeit 2013/14 beendete der FC Basel als Meister und stand im Final des Schweizer Cups, der nach Verlängerung verloren wurde. Die Champions-League-Saison endete für die Mannschaft zwar nach der Gruppenphase, aber in der Europa League kam sie bis ins Viertelfinale. Díaz hatte unter Trainer Murat Yakin insgesamt 39 Einsätze und erzielte sechs Tore (drei in der Meisterschaft, eins im Cup und zwei in der Champions League).
Des FC Basel wurde in der Spielzeit 2014/15 unter dem neuen Trainer Paulo Sousa erneut Meister. Díaz wurde in allen Wettbewerben insgesamt 24-mal eingesetzt, fand sich aber häufig auf der Ersatzbank wieder und verließ den FC Basel in der Wintertransferperiode. Anfang Februar 2015 erhielt er vom FCB die Freigabe.

### Hamburger SV
Am 2. Februar 2015 wechselte Díaz in die Bundesliga zum Hamburger SV. Er unterschrieb einen bis zum 30. Juni 2017 laufenden Vertrag. Zwei Tage später absolvierte er sein Bundesligadebüt, als er beim 3:0-Auswärtssieg gegen den SC Paderborn 07 in der 59. Spielminute für Petr Jiráček eingewechselt wurde. Sein einziges Tor für den HSV erzielte Díaz im Rückspiel der Relegation auswärts gegen den Karlsruher SC, als er in der Nachspielzeit einen Freistoß zum 1:1 direkt verwandelte; in der Verlängerung gewann der HSV das Spiel mit 2:1 und hielt die Klasse. Eigentlich war Rafael van der Vaart zu diesem Zeitpunkt etatmäßiger Freistoßschütze des HSV. Díaz übernahm jedoch spontan die Ausführung und seine Begründung auf dem Feld gegenüber van der Vaart – „Tomorrow, my friend.“ (sinngemäß: „Nächstes Mal, mein Freund.“) – wurde unter Anhängern des HSV zum geflügelten Zitat.

„Er hat sicher eines der wichtigsten Tore überhaupt in der Vereinsgeschichte für unseren HSV geschossen …“

 In der Hinrunde der Saison 2015/16 stand Díaz in elf Ligaeinsätzen viermal in der Startelf.

### Celta Vigo
Am 15. Januar 2016 wechselte Díaz in die spanische Primera División zu Celta Vigo. Er erhielt – obwohl zu diesem Zeitpunkt mit einem im Dezember 2015 erlittenen Muskelsehnenausriss im linken Oberschenkel schwerer verletzt – einen bis zum 30. Juni 2019 datierten Vertrag. Am 7. Februar 2016 gab er am 23. Spieltag beim 1:1 gegen den FC Sevilla sein Debüt für Celta Vigo. In seinem ersten halben Jahr kam Díaz zu 14 Einsätzen und qualifizierte sich mit seinem Klub als Tabellensechster für die Europa League. In der neuen Saison kam er zu acht Einsätzen in der Copa del Rey und zu fünf Einsätzen in der Europa League. Am 16. April 2017 erzielte der defensive Mittelfeldspieler beim 3:0-Sieg am 32. Spieltag im Auswärtsspiel gegen den FC Granada sein erstes Tor für Celta Vigo. In der Liga kam er insgesamt zu 26 Einsätzen und belegte mit seinem Verein den 13. Tabellenplatz. Im August 2017 wurde sein Vertrag bei Celta Vigo aufgelöst.

### UNAM Pumas
Kurze Zeit später unterschrieb er einen Vertrag bei UNAM Pumas. Dort blieb er eine Spielzeit.

### Racing Club
Im Jahr 2018 schloss sich Díaz dem argentinischen Erstligisten Racing Club an. Mit dem Verein aus Avellaneda wurde er im April 2019 argentinischer Meister.

### Nationalmannschaft

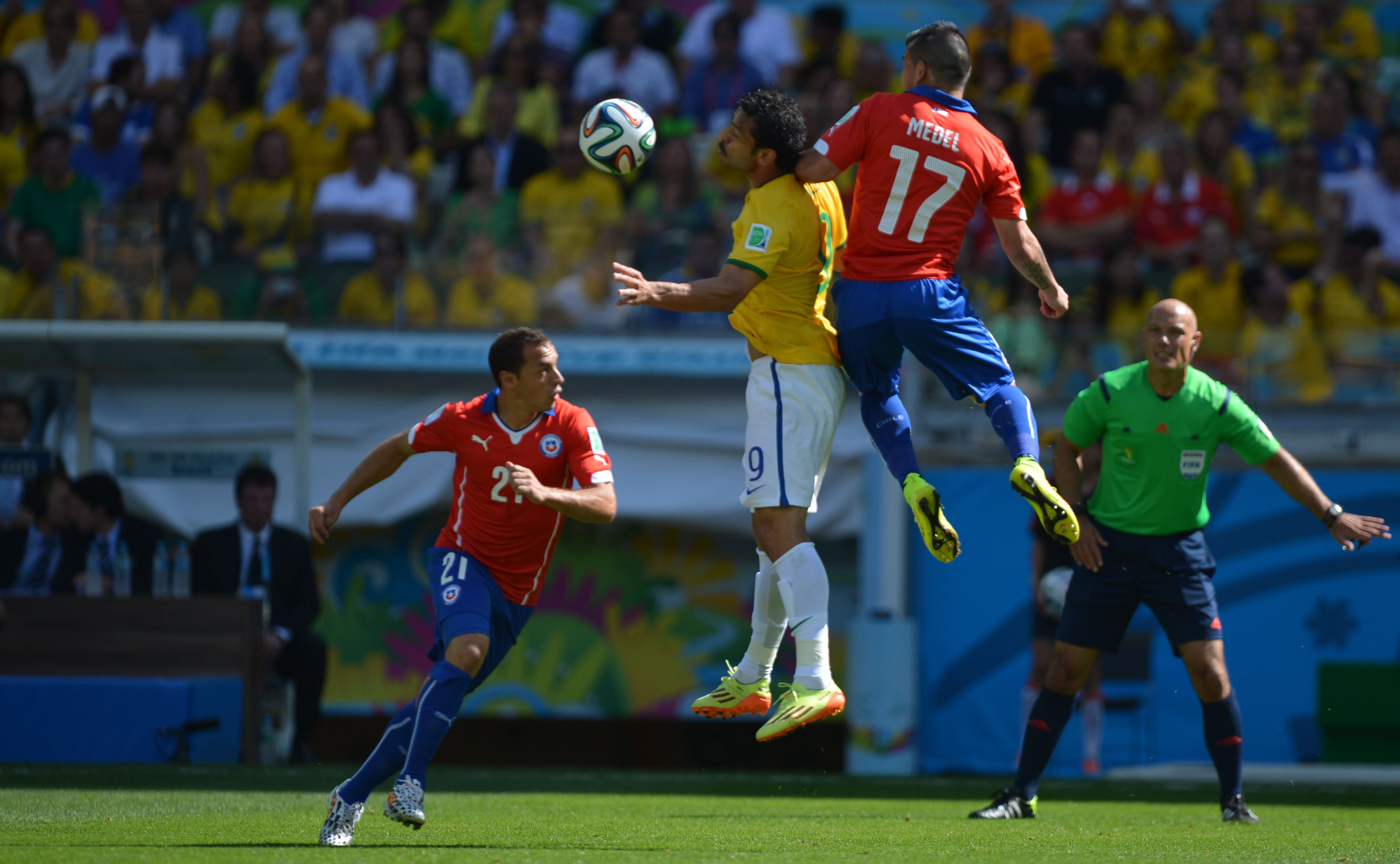
Marcelo Díaz (links) bei der WM 2014 im Achtelfinale gegen Brasilien

Díaz gehört seit 2011 der chilenischen Nationalmannschaft an und nahm mit ihr an der Weltmeisterschaft 2014 in Brasilien teil, bei der er mit der Mannschaft im Achtelfinale gegen die gastgebende Mannschaft ausschied.
Im Sommer 2015 gewann er mit der Nationalmannschaft die Copa América in Chile. Er stand dabei in allen sechs Spielen in der Startaufstellung und wurde in das „Team of the tournament“ gewählt.

## Erfolge
Universidad de Chile
- Primera División: 2009-A, 2011-A, 2011-C, 2012-A
- Copa Sudamericana: 2011

FC Basel
- Schweizer Meister: 2013, 2014

Racing Club
- Argentinischer Meister: 2019

Libertad
- Paraguayischer Meister: 2022-A

Nationalmannschaft
- Copa America: 2015, 2016
- FIFA-Konföderationen-Pokal: Finalist 2017